# 中俄伊犁塔爾巴哈臺通商章程
《中俄伊犁塔尔巴哈台通商章程》是咸豐元年七月初十日（1851年8月6日）清政府与俄罗斯帝国签订的不平等条约。通过该约，沙俄获得了在伊犁、塔尔巴哈台两地区进行商业贸易。主要有贸易免税、拥有领事裁判权和实质上的租界等特权，从西北陆上打开了中国的大门。

## 签订背景
沙皇俄国与中国在康熙二十八年（1689年）与中国签订了划分中俄东部边界的《尼布楚条约》。雍正五年（1727年），清政府又与俄国政府签订了《恰克图条约》继续规定中俄中部边界以及扩大中俄的边界贸易。俄国长期独占恰克图的边境贸易在其中得到了很大的利润。但是清政府的贸易保护以及外国的竞争，使俄国从18世纪末开始，不断谋求扩大对华陆路通商以扩大其贸易利益，并逐渐无视清政府禁令，鼓励欧俄的探险商人潜入中国西北额尔齐斯河流域以及固扎勒地区进行非法贸易，结果取得巨大的利润，中国的大量白银外流。
第一次鸦片战争后，英法等国在中国获得了开放通商口岸、协定关税、领事裁判等特权。俄国资本主义经济的发展较西欧国家来说相对落后，面对英法等国家的竞争，俄国在中国市场上处于不利地位，并且随着西欧国家对中国的经济入侵，在恰克图的贸易也随之出现停滞与下降趋势。俄国官商两界要求在中国西北地区开辟市场。俄军侵扰中国西北边境的事件也日趋频繁。咸豐元年六月二十四日（1851年7月22日），俄国全权代表科瓦列夫斯基与中国新任伊犁将军奕山、参赞大臣布彦泰在伊犁开议。俄方要求在西北地区通商，并按照恰克图贸易旧章议定具体办法。奕山一味妥协退让。咸豐元年七月初十日（1851年8月6日），双方在《伊犁塔尔巴哈台通商章程》上签字。

## 内容
《中俄伊犁塔尔巴哈台通商章程》内容共17条。主要有：伊犁、塔尔巴哈台两处与俄通商后，俄国可专派管贸易之匡苏勒（即领事）官照管。中俄双方在两地通商，彼此两不抽税。俄国商人在两地犯罪，由俄国领事究办，不受中国法律制裁。俄商可在伊、塔建造贸易亭（即商站，亦称贸易圈），用以住人、存货；住站俄人不受中国政府管辖。